# Svojšín (stacja kolejowa)
Svojšín – stacja kolejowa w Svojšínie, w kraju pilzneńskim, w Czechach. Położona jest na wysokości 420 m n.p.m.
Na stacji nie ma możliwości zakupu biletów, a obsługa podróżnych odbywa się w pociągu.

## Linie kolejowe
- 170 Beroun - Plzeň - Cheb
- 178 Svojšín - Bor